# География на Хърватия
Хърватия е държава разположена в Югоизточна Европа, в западната и севорозападната част на Балканския полуостров.

## Географско положение, граници, големина
Хърватия заема западните и северозападните части на Балканския полуостров, покрай брега на Адриатическо море, заедно с многочислените Далматински острови. Обща площ 56 542 km². Граничи (в km): на югоизток с Босна и Херцеговина 932 и Черна гора 14, на изток със Сърбия 241, на север с Унгария 329 и на северозапад със Словения 546. На запад и югозапад се мие от водите на Адриатическо море като дължината на бреговата ѝ линия е 5835 km, от които 4085 km са на 1185 крайбрежни острова, от които 66 са населени. Останалите 1749 km са континентална брегова линия.
Територията на Хърватия се простира между 42°23′ и 46°33′ с.ш. и между 13°29′ и 19°27′ и.д. Крайните точки на страната са следните:
- крайна северна точка – (46°33′18″ с. ш. 16°22′07″ и. д. / 46.555° с. ш. 16.368611° и. д.), на граница със Словения, на 0,3 km североизточно от словенския град Хотиза.
- крайна южна точка – (42°23′32″ с. ш. 18°31′52″ и. д. / 42.392222° с. ш. 18.531111° и. д.), на п-ов Провлака, на брега на Адриатическо море.
- крайна западна точка – (45°29′13″ с. ш. 13°29′23″ и. д. / 45.486944° с. ш. 13.489722° и. д.), на п-ов Истрия, на брега на Адриатическо море, при град Бачаня.
- крайна източна точка – (45°11′43″ с. ш. 19°26′53″ и. д. / 45.195278° с. ш. 19.448056° и. д.), на границата със Сърбия, на 3,3 km югоизточно от град Тиок.

## Релеф
Източните и северните райони на Хърватия попадат в южната част на Среднодунавската низина и носят названието Славония. Тя представлява хълмиста равнина (възвишенията Папук 953 m, Псун 984 m, Билогора 304 m, Калник 643 m и др.)  пресечена от запад на изток от долините на реките Сава и Драва, последната с най-долното течение на притока си Мура. Централните и западните части на страната са заети от силно разчленените Динарски планини – планините Горски Котар, Велика капела, Мала капела, Плешевица, Велебит (1758 m), Динара (вр. Троглав 1913 m) и други, в които силно са развити карстовите форми на релефа. На територията на Хърватия попада и тясна полоса от планинското крайбрежие на Адриатическо море с дълбоко врязани заливи и множество острови, най-големите от които са: Црес (406 km²), Крък (405 km²), Брач (395 km²), Хвар (300 km²) и други.

## Климат
В източните части на Хърватия климатът е умерен, континентален, в Динарските планини – с продължителна и студена зима, а по адриатическото крайбрежие – субтропичен, средиземноморски. Средната януарска температура варира от 0°С в Славония до 9°С по адриатическия бряг, а средната юлска от 18 до 25°С. Годишната сума на валежите на север е 600-700 mm, в планинските части 800-1500 mm, а по адриатическото крайбрежие до 3000 mm.

## Води

### Реки
Територията на страната попада в три водосборни басейна. Трите най-дълги реки в Хърватия са Сава (562 km на хърватска територия), Драва (305 km на хърватска територия) и Купа (296 km) и принадлежат към водосборния басейн на река Дунав, съответно към Черноморския водосборен басейн. Към Адриатическия водосборен басейн се отнасят малки и къси реки (Зърманя, Кърка, Чикола, Цетина и др.) стичащи се от Динарските планини, а във вътрешността на Динарските планини има няколко безотточни района, най-голям от които е района на град Госпич, където текат реките Ядова и Лика). Общата площ на езерата е 217 ха, от които три четвърти се падат на двете най-големи езера: Козяк и Прошчанско езеро.

## Растителност
Равнинните участъци на Хърватия са заети от обширни обработваеми земи и тук-таме се срещат малки участъци от широколистни гори. Планините са покрити с букови, дъбови и смесени гори, а планинските карстови райони представляват безлесна пустош. Адриатическото крайбрежие е заето от средиземноморска растителност, т.нар. маквиси. Общо горите заемат 20% от територията на страната.

## Национални паркове
Хърватия разполага с общо 8 национални парка – Бриони, Корнати, Крка, Млет, Пакленица, Плитвишки езера, Рисняк и Северни Велебит.

## Галерия
- Загреб
- Кривеница
- Дубровник
- Госпич
- Карлобаг
- Нин
- Обровац
- Амфитеатър в град Пула
- Риека
- Самобор
- Сен
- Шибеник
- Забок
- Задар
- Запрешич
- Горски котар
- Река Драва при град Осиек
- Национален парк Пакленица